# (3461) Мандельштам
(3461) Мандельштам (лат. Mandelshtam) — типичный астероид главного пояса, открыт 18 сентября 1977 года советским астрономом Николаем Черных в Крымской астрофизической обсерватории и 28 апреля 1991 года назван в честь поэта, прозаика и переводчика Осипа Мандельштама.

## Обнаружение и именование
(3461) Мандельштам
Открыт 18 сентября 1977 года в Научном Н. С. Черных.
Назван в память о советском поэте Осипе Эмильевиче Мандельштаме (1891—1938).
Оригинальный текст (англ.)3461 Mandelshtam
Discovered 1977-09-18 by Chernykh, N. at Nauchnyj.
Named in memory of the Soviet poet Osip Emilievich Mandel'shtam (1891—1938).
Источники: DISCOVERY.DB; M.P.C. 18137.

## Орбита

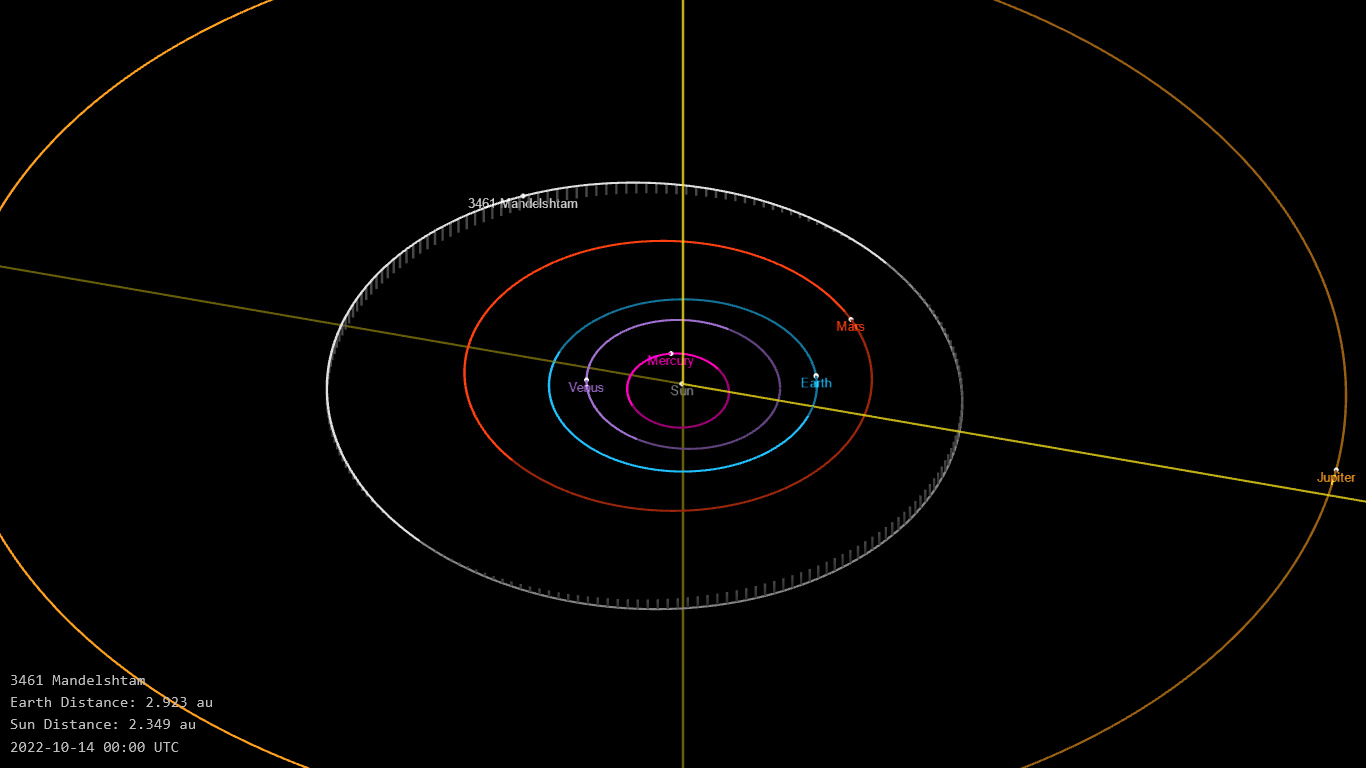
Орбита астероида Мандельштам и его положение в Солнечной системе

## Физические характеристики
Из наблюдений системы телескопов панорамного обзора и быстрого реагирования Pan-STARRS следует, что астероид относится к таксономическому классу XL.
По результатам наблюдений в инфракрасном диапазоне орбитальной обсерватории IRAS и наблюдений в видимом и ближнем инфракрасном диапазоне космического телескопа NEOWISE диаметр астероида сначала оценивался равным 17,44±1,5 км, позже — 7,615±0,097 км, 7,07±0,12 км, 5,52±1,00 км и 6,20±1,36 км. Согласно тем же источникам альбедо оценивается как 0,0305±0,006, 0,1599±0,0173, 0,203±0,024, 0,30±0,16, 0,17±0,09 и 0,160±0,017.